# Zacharias Coccopalmieri
Zacharias Coccopalmieri (* 25. Februar 1719 in Pescocostanzo, Provinz L’Aquila; † 18. November 1784 in Cirò), auch Zacharias Coccopalmerii oder Zaccaria Cocco-Palmesio war ein italienischer Geistlicher und von 1779 bis 1784 römisch-katholischer Bischof von Umbriatico in Kalabrien.

## Leben
Zacharias Coccopalmieri wurde am 25. Februar 1719 in Pescocostanzo (Provinz L’Aquila) geboren (Cappelletti sagt: napolitano). Am 7. April 1743 wurde er zum Priester geweiht. Am 1. März 1779 ernannte ihn Papst Pius VI. zum Bischof von Umbriatico. Die Bischofsweihe wurde am 7. März 1779 von Kardinal Pietro Colonna-Pamphili, Kardinalpriester von Santa Maria in Trastevere in Rom vollzogen. Mitkonsekratoren waren (Titular-)Erzbischof Orazio Mattei von Colossae und (Titular-)Erzbischof Girolamo Volpi von Neocaesarea in Ponto. Zacharias Coccopalmieri residierte aber nicht in Umbriatico, sondern in einem Bischofspalast in Cirò. Er starb am 18. November 1784 in Cirò.